# María Chors
María Panagiotopoúlou-Chors (grec moderne : Μαρία Παναγιωτοπούλου-Χορς ; Le Pirée, 25 mars 1921 - Athènes, 16 septembre 2015), plus connue sous le nom de María Chors (grec moderne : Μαρία Χορς), est une chorégraphe grecque et figure emblématique des Jeux olympiques, qui, pendant près de 50 ans, est la chorégraphe chargée de la cérémonie d'allumage de la flamme olympique.

## Biographie
Née le 25 mars 1921 au Pirée, Maria Hors commence depuis son plus jeune âge à étudier la danse, la musique, ainsi que la littérature. Elle est étudiante au département d'archéologie de l'Université nationale et capodistrienne d'Athènes, avant, par la suite, d'entamer des études au département professionnel de l'école d'art orchestral, sous la direction de Koúla Prátsika, au sein de laquelle elle participe à plusieurs spectacles de danse au cours de la période entre 1938 et 1955. Après l'obtention de son diplôme, qui est considérablement retardé en raison de la Seconde Guerre mondiale, ainsi que de la guerre civile qui s'ensuit, Chors suit des cours de danse en France, ayant comme professeurs d'importants chorégraphes tels que, entre autres, Harald Kreutzberg, Rosalia Chladek, Anna Sokolow et Mary Wigman. 
En 1950, elle crée un département de gymnastique rythmique et de danse pour le compte du Lycée des femmes grecques, où elle devient elle-même, pendant plusieurs années, professeur et responsable de la chorégraphie des représentations théâtrales organisées par le lycée. Elle est également professeur pendant dix ans à l'école d'art dramatique du Conservatoire d'Athènes, ainsi qu'à l'école de l'Opéra national de Grèce et à l'atelier d'art dramatique de l'amphithéâtre de Spýros Evangelátos. À partir de 1964 et pendant 42 ans, elle est professeur de mouvement expressif, de danse et d'improvisation à l'École d'art dramatique du Théâtre national.
Son premier travail professionnel dans le domaine du théâtre grec antique remonte à 1956, date à laquelle elle est chorégraphe pour Iphigénie en Tauride d'Euripide, mis en scène par Aléxis Damianós. En 1958, sa rencontre avec Aléxis Minotís marque le début d'une longue collaboration avec le Théâtre national, dans le cadre de laquelle elle est responsable de la chorégraphie pour un certain nombre de genres théâtraux, ainsi que pour la quasi-totalité des tragédies antiques, qui sont par la suite mises en scène au théâtre antique d'Épidaure, ainsi que dans d'autres théâtres similaires en Grèce et dans des théâtres du monde entier.
Elle collabore également, entre autres, avec le Théâtre empirique d'Aléxis Minotís et Katína Paxinoú, le Théâtre antique attique d'Aléxis Damianós, l'Amphithéâtre de Spýros Evangelátos, le Théâtre Utopia, l'Opéra national de Grèce, ainsi que la Compagnie de théâtre de Crète, alors que, en même temps, elle collabore avec des institutions théâtrales à l'étranger, comme, entre autres, la Scala de Milan en 1961, le Teatro Olimpico de Vicence en 1963 et 1964, avec pour mission de chorégraphier des pièces de théâtre grecques antiques, qui, par la suite, sont mises en scène dans des théâtres grecs antiques en Grèce.
En 1964, elle commence sa longue collaboration en tant que chorégraphe de la cérémonie d'allumage de la flamme des Jeux olympiques, poste qu'elle occupe pendant 42 ans, plus précisément jusqu'en 2006, ce qui lui vaut une reconnaissance internationale considérable.
Elle meurt le 16 septembre 2015, à Athènes, à l'âge de 94 ans, tandis que ses funérailles ont lieu deux jours plus tard, plus précisément le 18 septembre, au Premier cimetière d'Athènes.